# Thiocolchicoside
Le thiocolchicoside est un dérivé semi-synthétique de la colchicine. Il est utilisé comme médicament myorelaxant (sous les noms commerciaux Coltramyl et Miorel par exemple) aux effets anti-inflammatoires et analgésiques,,,. Son mécanisme d'action est inconnu, mais on pense qu'il agit par l'antagonisme des récepteurs nicotiniques de l'acétylcholine (nAchRs). Cependant, il semble également être un antagoniste compétitif des récepteurs GABAA et de la glycine,. En tant que tel, il présente une puissante activité convulsivante et ne doit pas être utilisé chez les personnes sujettes aux crises épileptiques,,.
La balance bénéfices-risques est incertaine.

## Effets secondaires
Les effets secondaires du thiocolchicoside peuvent inclure des nausées, des réactions allergiques et des malaises vagaux. Des lésions hépatiques, une pancréatite, des troubles des cellules sanguines, des troubles cutanés graves, une rhabdomyolyse et des troubles de la reproduction ont tous été enregistrés dans les bases de données de pharmacovigilance françaises et européennes, ainsi que dans les mises à jour périodiques soumises aux agences réglementaires. Ces données ne spécifient pas la fréquence des troubles ni n'identifient les populations de patients les plus susceptibles. Le thiocolchicoside est tératogène chez les animaux de laboratoire et endommage également les chromosomes. Les données humaines se limitent à un suivi d'environ 30 femmes enceintes (sans malformations majeures) et à des rapports de perturbations de la spermatogenèse, y compris des cas d'azoospermie. En pratique, il n'y a aucune justification à exposer les patients aux effets indésirables du thiocolchicoside. Il est préférable d'utiliser un analgésique efficace et bien connu pour les patients se plaignant de douleurs musculaires, en commençant par le paracétamol.
Bien que les relaxants musculaires puissent avoir comme principal effet secondaire la sédation, le thiocolchicoside est exempt d'effets sédatifs, probablement en raison de son absence de potentialisation des récepteurs GABAA.

## Pharmacocinétique
Le thiocolchicoside se décompose dans le corps en un métabolite appelé 3-déméthylthiocolchicine (également connu sous le nom de SL59.0955 ou M2) qui pourrait endommager les cellules en division, induisant ainsi une toxicité chez l'embryon, des changements néoplasiques et une réduction de la fertilité chez les hommes. Par conséquent, la dose orale recommandée ne doit pas dépasser 7 jours et la durée de la dose en injection intramusculaire ne doit pas dépasser 5 jours. Les préparations cutanées locales sont moins toxiques.